# 벌집꼬마밑빠진벌레

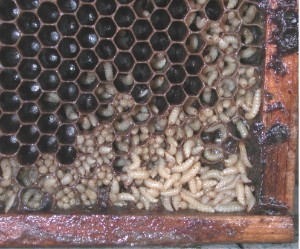
애벌레

벌집꼬마밑빠진벌레 (학명: Aethina tumida)는 사하라 이남 아프리카가 원산지로, 꿀벌과 벌집 및 벌통에 피해를 주는 양봉 해충이다.
미국에서의 최초기록은 1998년 5월 미국 플로리다주의 한 상업 양봉장에서 검출된 것이다. 이 벌레는 1998년 6월에 아틀란타 주위의 벌통에서 표본이 채집되었고 그해 6월 13일 Aethina tumida 로 명명되었으며 그 일반명은 Small Hive Beetle이라 하였다.
우리나라에서는 영어 일반명을 직역한 작은벌집딱정벌레로 불리다 2017년 10월 8일, 벌집꼬마밑빠진벌레라는 이름의 초안이 발표되었다.

## 모양 및 특징
성충과 애벌레는 벌집에서 발견된다. 성충은 길이가 5.7mm, 폭 3.2mm의 검은색에 가까운 짙은 갈색을 띠고 있다. 애벌레가 번데기에서 막 깨어나면 붉은 색을 띠지만 곧 거무스름하게 변한다.
애벌레들은 소비 위를 빠르게 가로질러 다니며 겉 표면에 잔털이 많이 나 있어 손으로 집어내기가 아주 어렵다. 애벌레는 소충과 아주 유사하게 생겼으나, 이 딱정벌레 애벌레의 다리가 더 선명하고 길며 머리 근처에 국한되어 있어 소충과 구별하기 용이하게 되어있다. 애벌레는 소비에 거미줄이나 고치를 짓지는 않으나, 벌통 밖 땅에서 빠르게 번데기로 변한다.
알에서 성충까지 38～81일의 기간이 소요되며, 한 해에 5세대까지 번식이 가능한 것으로 알려졌다.

## 피해
벌집꼬마밑빠진벌레는 커다란 소충과 아주 유사하게 봉군을 악화시키는 제2의 꿀벌해충으로 알려지고 있다.  이 딱정벌레의 애벌레는 봉개나 소비를 뚫어버리고, 알을 죽이는 등 벌통을 궤멸시킨다. 애벌레는 새롭게 조성된 벌통은 물론 알을 부화시키기 위한 오래된 벌통까지 아주 심각한 피해를 입힌다. 성충은 벌꿀에 배변을 하게 되는데 이때 벌꿀이 발효되어 거품이 생겨 오염이 되면 벌꿀은 더 이상 상품성이 없으며 꿀벌의 사료로도 사용할 수 없게된다. 발효된 벌꿀은 썩은 오렌지 향이 난다.

## 예방
벌집꼬마밑빠진벌레에 감염되었거나 의심이 가면 다음과 같은 예방 조치를 취해야 한다.
- 벌통 주변을 깨끗이 한다. 과도하게 저밀된 소비를 채밀하기 전까지 너무 오랫동안 방치하거나, 봉개된 소비를 오랜 기간 방치해서는 안된다. 이 딱정벌레는 꿀벌이 없는 저밀 소비에서 특히 빠르게 확산된다.
- 강한 봉군위에 딱정벌레가 창궐한 소비를 쌓아두지 말도록 한다.
- 강한 봉군을 인공분봉 시키거나, 외역봉 들의 자연 분봉 또는 벌통 교환 등을 통해 이 벌레가 확산될 수 있다. 특히 내역봉군이 없는 벌통은 딱정벌레의 번식을 위해 준비된 방으로 볼 수 있다.
- 봉군의 습성을 잘 관찰해보면, 꿀벌들은 작은 딱정벌레의 애벌레나 성충을 물리치려는 강한 습성을 지니고 있다. 그러므로 딱정벌레에 저항성이 있는 봉군이 있으면 그 봉군의 여왕벌을 증진시킨다.
- 트랩이나 배양을 통해서 대조구 기록하는 실험을 실시한다. 번데기가 되기 위해 토양으로 이동하는 애벌레를 잡아서 봉군에 옮겨 놓아보면 어떤 봉군에서는 딱정벌레 애벌레를 효과적으로 방어한다. 딱정벌레 성충은 토양조건이나 사육 양봉가에 따라 달라지는 경향이 있다. 그 예로 어떤 지역에 있는 양봉장에서는 자연적으로 딱정벌레의 확산이 줄어드는 경향을 발견할 수 있는데, 이는 불개미가 많은 지역이었고, 불개미가 딱정벌레 번데기를 먹이로 삼는다는 것을 발견되었다. 따라서 딱정벌레가 많은 지역에서는 오히려 불개미가 이로운 곤충이 될 수 있다.
- 벌들은 일반적으로 장비나 딱정벌레에 의해 발효된 벌꿀이 가득 차 있는 것을 청소하지 않는다. 그러나 강한 수압으로 가능한 한 많은 벌꿀을 닦아 낸다면 벌들은 다시 청소를 하게 된다.
- 토양 살충제를 가지고 딱정벌레가 발생한 벌통 앞의 토양을 소독한다.
- 꿀벌 해충 살충제의 사용설명서에 따라 봉군을 소독한다.

## 같이 보기
- 해충
- 꿀벌